# Nakonde
Nakonde es una ciudad situada en la provincia de Muchinga, Zambia.  Se encuentra a 100 kilómetros al norte de Isoka, a 1.300 metros sobre el nivel del mar en la frontera con Tanzania y es la sede administrativo del distrito del mismo nombre. Tiene una población de 11.221 habitantes, según el censo de 2007.